# Pierre-Étienne Flandin
Pierre-Étienne Flandin (12. dubna 1889 Paříž – 13. června 1958 Saint-Jean-Cap-Ferrat, Alpes-Maritimes) byl francouzský právník a politik, dlouholetý předseda strany Demokratická aliance.
Byl synem soudce, právníka a politika Étienna Flandina (1853–1922). Od roku 1918 do roku 1921 byl francouzským guvernérem Tuniska. Během třetí republiky byl Flandin podtajemníkem ministerstva letectva a mezi lety 1924 a 1936 opakovaně zastával různé ministerské posty. Byl ministrem obchodu v roce 1924 a mezi lety 1929 a 1931, ministrem financí od roku 1931 do roku 1932 a ministrem veřejných prací v roce 1934. Dočasně působil jako předseda vlády dne (8. listopad 1934 až 31. květen 1935) jako nástupce Gastona Doumerguea a předchůdce Fernanda Bouissona. Od 24. ledna 1936 do 4. června 1936 byl ministrem zahraničí ve vládě Alberta Sarrauta.
Později ve vichistickém režimu byl od 14. prosince 1940 do 9. února 1941 Flandin předsedou vlády, v níž také působil jako ministr zahraničí od roku 1940 do roku 1941. V postu premiéra vystřídal Pierra Lavala a byl předchůdcem admirála Françoise Darlana. Flandin neměl důvěru německých okupantů.
Po válce byl od roku 1950 opět předsedou Demokratické aliance. Byl obviněn z kolaborace s nacisty, ale osvobozen.

## Dílo
Politique française 1919–1940, 1947